# Xã Perry, Quận Buchanan, Iowa
Xã Perry (tiếng Anh: Perry Township) là một xã thuộc quận Buchanan, tiểu bang Iowa, Hoa Kỳ. Năm 2010, dân số của xã này là 3.252 người.